# Cisticole siffleuse
Cisticola lateralis
Espèce
Statut de conservation UICN

 LC  : Préoccupation mineure
La Cisticole siffleuse (Cisticola lateralis) est une espèce de passereaux de la famille des Cisticolidae.

## Répartition et sous-espèces
Son aire disjointe s'étend à travers l'Afrique équatoriale.
Selon la classification de référence du Congrès ornithologique international (14.2, 2024) :
- C. l. lateralis (Fraser, 1843) — de la Casamance au Cameroun
- C. l. antinorii (Heuglin, 1867) — du Gabon à l'ouest du Kenya
- C. l. modestus (Barbosa du Bocage, 1880) — Gabon, Congo et sud de la RDC